# Compsophorus fumosops
Compsophorus fumosops là một loài tò vò trong họ Ichneumonidae.